# الملف الأفغاني (كتاب)
الملف الأفغاني. كتاب للأمير تركي الفيصل، أطلقه في معرض الرياض الدولي للكتاب في أكتوبر 2021 الطبعة الإنكليزية ، واحتوت النسخة العربية على 350 صفحة.
قدم كتاب «الملف الأفغاني» شهادة تاريخية كاملة عن الفترة الأكثر إثارة في التاريخ الأفغاني وعلاقة الملف الأفغاني بالمملكة من واقع معاش لرحلة عملية امتدت لأكثر من عشرين عاماً.
تزامن إطلاق الكتاب مع التطورات الأخيرة التي تشهدها أفغانستان والمتمثلة في الانسحاب الأمريكي وعودة طالبان للسلطة، كما يكتسب أهمية من مؤلفه والذي شغل منصب رئيس الاستخبارات السعودية خلال الفترة من أواخر 1997 وحتى 2001.

## ملخص
في الكتاب حقائق عن الغزو السوفيتي والرد الأفغاني بين عامي 1979 - 1980، وتتوالى الأحداث في الفصول المتتالية وما فيها من أحداث متصاعدة من خروج المجاهدين، والأسلحة، والحرب الأولى ومساعدة المملكة العربية السعودية للمقاتلين ضد الاتحاد السوفيتي، وما قامت به الجمعيات الخيرية وغيرها من المتطوعين، ودار الأنصار ومكتب الخدمات، والحرب والانسحاب، والسلام الذي حدث بين المجاهدين في أفغانستان والاتحاد السوفيتي، وأصبحت حركة طالبان تحت يد أسامة بن لادن، وهو مؤسس وزعيم تنظيم القاعدة السابق وهو عبارة عن التنظيم الجهادي المسلح الذي تم تأسيسه في أفغانستان عام 1988، وقد أوضح في الكتاب مدى الخذلان الذي سببته هذه الحركة للشعب الأفغاني، والمملكة.
بدأ الفيصل كتابته عندما كان سفيرا للمملكة العربية السعودية في العاصمة البريطانية لندن، يحنوي الكتاب من خمسة عشر فصلا أولها فصل الغزو السوفيتي والرد الأفغاني في الثمانينيات، كما يتناول محاولات الاستقلال وحتى ظهور المجاهدين، ويتطرق كذلك لخطوط إمداد السلاح وسنوات الحرب الأولى والجمعيات الخيرية والمتطوعين وحتى تحول الحرب والانسحاب وأزمة الكويت وسقوط الدكتور نجيب الله وإعادة المتطوعين إلى بلدانهم وصعود طالبان وعلاقتها بأسامة بن لادن، ويختتم بالفصل الأخير والذي يأتي بعنوان «أعقاب الكارثة».

## وصلات خارجية
- ندوة للأمير تركي الفيصل بعد تدشين كتابه الملف الأفغاني باللغة العربية على يوتيوب
- The Afghanistan File - Prince Turki AlFaisal Al Saud على يوتيوب